# Oxychora dentilinea
Oxychora dentilinea är en fjärilsart som beskrevs av W. Warren 1912. Oxychora dentilinea ingår i släktet Oxychora och familjen mätare. Inga underarter finns listade i Catalogue of Life.